# 常州道街道
常州道街道，是中华人民共和国天津市河东区下辖的一个乡镇级行政单位。

## 行政区划
常州道街道下辖以下地区：
常州里第一社区、第二社区、常州里第三社区、东惠家园社区、靖泰里社区、东瑞家园社区、临营西里社区、益寿东里社区、近营里社区、爱营里社区、祥泰公寓社区、盛世嘉园社区和红城社区。